# Así somos (serie de televisión)
Así somos (titulada originalmente como As if) es una serie de televisión británica que fue emitida en Channel 4, en España se emitió en las cadenas autonómicas de la Forta y en AXN. En Latinoamérica se transmitió en los canales de cable Sony Entertainment Television y luego en I.Sat. En el Reino Unido la serie emitió sus cuatro temporadas comenzando en enero de 2001 y finalizando en julio de 2004. La serie consta de 76 episodios de 30 minutos de duración. El título en inglés de la serie proviene la jerga de Valley Girl. "As - if!" significa duda.

## Descripción
La serie se centra en seis jóvenes adultos que viven en Londres, mostrando cada episodio la historia desde el punto de vista de uno de los personajes. Poco después de que Así somos terminara, Hollyoaks empezó a usar la misma técnica. La serie tuvo gran seguimiento por parte de los fanes, así como recibió buenas críticas. Se consideró muy rompedora, considerándose una versión más sofisticada de la también serie juvenil Hollyoaks. Parte de la identidad de la serie reside en el estilo de la cámara. El cuarto episodio de la cuarta temporada ganó un premio de la Royal Television Society a la mejor cinta dramática. La sintonía de la serie es el tema "Would you..." de la banda Touch 'n' Go.

## Equipo
- Dirección: John Duthie, Ed Fraiman, Brian Grant, David Kerr y Barnaby Southcombe(2003).

- Guion: Amanda Coe y Tom Higgins.

- Producida por: Sarah Baynes (2002), Jonathan Collier, Brian Eastman, Brian Grant, Dean Hargrove, Julian Murphy y Andi Peters.

## Personajes principales
- Jamie Collier (Paul Chequer)

El gracioso del grupo, un chico bienintencionado, pero con tendencia a meterse en líos. Es algo inocente y puede ser algo tonto, pero su corazón siempre está acertado. Es optimista y se conformaba con ser el gracioso. Es un gran fan de Michael Caine, especialmente de la The Italian Job original.
- Suzanne "Sooz" Lee (Emily Corrie)

Una joven sarcástica que tiende a ser cabezota y solitaria. Es una rebelde, que no está de acuerdo con las costumbres preestablecidas de la sociedad, prefiriendo vivir por sus propias normas.
Tiene que lidiar con diversas enfermedades mentales. Prefiere el estilo gótico, mosher o grunge para vestir, además tiene varios tatuajes y pírsines, es fácilmente reconocible por sus rastas multicolor (que quedaron en rojo claro en la última temporada). Es una artista con talento. A pesar de su exterior fuerte, en el interior es una persona muy insegura.
Las rastas de Sooz inspiraron el éxito de McFly 5 colours in her hair en 2004.
- Nicki Sutton (Jemima Rooper)

Una chica considerada inicialmente como la "ligona" porque se acostaba y robaba los novios de las demás. El último episodio de la serie, relatado desde su perspectiva, cuenta como ella se ve obligada a elegir entre quedarse con Rob o dar la vuelta al mundo.
- Alexander "Alex" Staton (Orlando Wells)

Un personaje homosexual, que no encaja en ningún estereotipo gay. Es bastante convencional, fan de La guerra de las galaxias y El club de los poetas muertos, además le gusta el Fútbol.
- Sasha Williams (Caroline Chikezie)

Es la "mala" del grupo. Le encanta la moda, no soporta de buen grado las bromas y a veces se la considera algo "corta".
- Robert "Rob" Conway (Ben Waters)

Rob siempre se preocupa y solidariza con los problemas de los demás.Era golpeado por su padre

## Versión estadounidense
Se realizó una versión de Así somos en los Estados Unidos en 2002, emitida por UPN.
Emily Corrie fue el único miembro del reparto que repitió su papel en la versión estadounidense.
El resto del reparto fue:
- Alex - Robin Dunne
- Rob - Chris Engen
- Jamie - Derek Hughes
- Sasha - Tracie Thoms
- Nicki - Adrienne Wilkinson

La versión estadounidense no tuvo ni de cerca el éxito de la versión británica. Tan sólo se rodaron siete episodios, siendo emitidos tan solo dos.